# Casa do Português
A Casa do Português é uma casa localizada na avenida João Pessoa, bairro Damas em Fortaleza tombado em 2012 como patrimônio histórico da cidade. Construída em 1953 pelo fazendeiro e comerciante português José Maria Cardoso.

## Histórico
A casa foi construída em 13 de junho de 1953 pelo português José Maria Cardoso para abrigar sua pequena família, composta apenas de esposa e filho único – não por acaso ele deu o nome de Vila Santo Antonio ao imóvel. Com esse nome serviria para ser um vilarejo.

### Arquitetura
“A arquitetura da Casa do Português baseia-se no universo “kitsch”, como expressão material e cultural de uma classe social emergente, recém enriquecida e ávida por ostentação. Suas linhas evocam a força das estruturas de concreto, o romântico do ‘mission style’ californiano das arcadas e o idílico das longas pontes e passarelas, algo muito distante da arquitetura elaborada pelos pioneiros modernistas cearenses de então”, explica Romeu Duarte, professor de Arquitetura da UFC.
A casa de três andares (com 11 quartos e três banheiros apenas no primeiro deles), com uma rampa para automóveis que circunda sua robusta estrutura em concreto armado, chamou a atenção da população fortalezense desde sua inauguração em 1950. Comentava-se sobre a imensidão da casa construída, mas o que principalmente provocava o burburinho era a arquitetura inusitada para a época, que a fez figurar em cartões postais da cidade na década de 1960 e se transformar numa referência arquitetônica de Fortaleza.

### Outros usos
Depois de servir de morada por alguns anos para a família de José Maria, o imóvel foi sede da Empresa de Assistência Técnica de Extensão Rural do Ceará (Ematerce) de 1965 a 1984, abrigou uma oficina mecânica, funcionou ali a Boate Portuguesa, também foi alugado para Associação Nordestina de Crédito e Assistência Rural (Ancar), entre outros usos, e figurou nas páginas dos jornais com notícias como a prisão de assaltantes e um suicídio.
Em 1994, a Casa do Português foi posta à venda, depois do frustrado leilão de dez anos antes no qual os herdeiros tentaram vendê-la por 4 bilhões de cruzeiros, a esposa de um dos netos do comerciantes português José Maria Cardoso chegou a falar à reportagem do O POVO que as intenções dos compradores eram a de estabelecer um museu de arte no lugar.
Mais recentemente, em 2005, os arquitetos Napoleão Ferreira e Mário Roque chegaram a apresentar projeto para transformá-la em um centro cultural dedicado à cultura portuguesa – o que poderia muito honrar o falecido português, que, dizem, construiu a casa em homenagem à esposa e ao país natal –, mas a ideia não saiu do papel.